# RTOP-12 Kralj Dmitar Zvonimir
RTOP-12 Kralj Dmitar Zvonimir je ratni brod u sastavu flote Hrvatske ratne mornarice. Izgrađen je u Brodogradilištu Kraljevica 2001. godine. Brod je u klasi raketne topovnjače Kralj Petar Krešimir IV. Kralj Dmitar Zvonimir projektiran je u zagrebačkom Brodarskom institutu.
Osnovna je namjena broda izvođenje raketnog napada po neprijateljskim brodovima. Brod je prvenstveno namijenjen i koncipiran za djelovanje u Jadranu. Brod se nalazi u sastavu Snaga brzog odgovora. 

## Svečano porinuće
Raketna topovnjača Kralj Dmitar Zvonimir je svečano porinuta 30. ožujka 2001. uz prisustvo tadašnjeg predsjednika Republike Stjepana Mesića, koji je ujedno i kum broda, tadašnjeg ministra obrane Joze Radoša, načelnika Glavnog stožera OSRH general zbora Petra Stipetića, brojnih dužnosnika ministarstva obrane, stranih vojnih izaslanika i mnogih drugih.
Obred je otpočeo intonacijom koračnice i smotrom počasnog odreda, a zatim su se na svečani događaj osvrnuli prigodnom riječi ravnatelj brodogradilišta Vladimir Vranković, predsjednik Republike Stjepan Mesić i ministar Jozo Radoš. Sam čin porinuća otpočeo je rezanjem kosih upora, a nastavio se vađenjem svornjaka zapornih mehanizama, zvanih „štoperi“. Uslijedilo je svečano davanje imena brodu i tradicionalno krštenje bocom pjenušca. U trenutku kad se boca razbila o pramčanu statvu, presječeni su vezovi zapornih mehanizama, i u točno 11 sati i 53 minute, uz intonaciju državne himne i zvuk sirena, Kralj Dmitar Zvonimir kliznuo je niz navoz.

## Karakteristike
RTOP-12 Kralj Dmitar Zvonimir je u odnosu na RTOP-11 Kralj Petar Krešimir IV. duži za 63 centimetra te ima znatno poboljšane i plovne sposobnosti i borbene mogućnosti. Brod ima ugrađena tri pogonska dizelska motora ruske proizvodnje, svaki jakosti 5000 KS. Sustav nadzora pogona i brodskih sustava je kompletno digitaliziran pa je upravljanje brodom daleko jednostavnije. Prema Dugoročnom plan razvoja OSRH u planu je remotorizacija raketne topovnjače. Naime, ugrađeni ruski motori inkompatibilni su s NATO standardima, kako zbog malog radnog ciklusa, tako i zbog specijalnog pogonskog goriva. 
Brod može postići maksimalnu brzinu od 37,8 čvorova, no optimalna mu je brzina između 32 i 34 čvora i pritom troši 2500 litara goriva na sat. Podnosi valove do šest metara visine. Brod može ponijeti goriva, hrane i vode za deset dana plovidbe bez potrebe dopune.
Unutrašnjost broda najbolje je opremljena od svih brodova koje ima HRM. Uz časnički i dočasnički salon i prostor za mornare opremljen je televizorom i HiFi linijom i računalom, kabine su dvokrevetne ili četverokrevetne, kreveti su odijeljeni, klimatizacija je posvuda, topla voda u svim kabinama. U pravilu, jednom godišnje brod ide na remont i tzv. dokovanje, prilikom kojeg ga se izvlači iz vode i obnavlja podvodni premaz. 28. listopada 2006. zbog kvara kopče desnog glavnog stroja raketna topovnjača Kralj Dmitar Zvonimir uplovljavajući u ratnu luku Lora udarila je krmom u obalu, a zbog udara je oštećena desna strana krmenog dijela raketne topovnjače.

## Naoružanje
Primarno oružje su protubrodski projektili švedske proizvodnje RBS 15 kojih na brodu ima osam. Na pramcu je smješten top Bofors SAK 57 L70 Mk prvenstvene namjene za uništavanje ciljeva u zraku, iako može gađati i ciljeve na kopnu i moru. Rakete se inače na brodu nalaze godinu dana i ekološki su potpuno neopasne, a nakon isteka tog roka mijenjaju se novima. 
Domet raketa je 90 km, čime se kompletno može pokriti hrvatsko teritorijalno more i obalni pojas. Imaju mogućnost vrlo niskog leta, oko šest metara iznad površine i otporne su na ometanja. Rakete imaju niz mogućnosti programiranja i kombinacija. Primjerice, dok jedna ide na ometač druge nastavljaju prema cilju, svaka bira svoj cilj, prepoznaju koliki je broj ciljeva na površini, broje ciljeve s jedne na drugu stranu i obrnuto, otkrivaju je li u pitanju cilj ili mamac, analiziraju ciljeve i odabiru pravi.
U listopadu 2015. u sklopu velike vojne vježbe “Združena snaga 15”, Hrvatska ratna mornarica izvršila je u akvatoriju Dugog otoka ispaljivanje rakete RBS-15 s raketne topovnjače “Dmitar Zvonimir”.
Brod raspolaže motrilačkim i navigacijskim radarom, TV kamerama, protudiverzantskim panoramskim sonarom te nizom drugih navigacijskih i elektroničkih uređaja.
Srce broda je sustav za upravljanje paljbom, smješten u brodskom operativnom središtu odakle se upravlja brodom i gdje je u borbenim uvjetima zapovjednikovo mjesto. U borbenoj uporabi raketna topovnjača neće djelovati samostalno, već združena s ostalima brodovima i mobilnim obalnim lanserima. Koordinacija će biti olakšana podacima koji će svima stizati posredstvom radara Peregrine. Integrirani komunikacijski sustav domaće proizvodnje (LINKEJ) na raketnoj topovnjači RTOP-12 nije završno testiran i preuzet, jer je brod na remontu (stanje 2007. prema Godišnjem izvješću o spremnosti obrambenog sustava).
Opremanje RTOP-12 predviđa opremanje s motrilačkim radarom definiranih značajki čime će se povećati sposobnosti raketne topovnjače za samostalno otkrivanje ciljeva na moru i u zraku,također će se opremiti brodskim PZO sustavima čime će se povećati PZO zaštita brodova. U tu svrhu 2006. godine nabavljen je top AK-630 koji je ugrađen u krmenu kupolu.

## Posada
Posadu broda čine 34 člana, od čega 6 časnika, 20 dočasnika i 8 mornara. Jedno časničko mjesto predviđeno je za kadeta koji izrazi želju raditi na brodu, i tijekom šest mjeseci ili godinu dana na brodu odrađuju svojevrsno stažiranje na kraju kojeg je obavezan položiti ispit kojim dokazuju da je samostalno sposoban obnašati određenu dužnost. To je i inače pravilo svih koji dolaze na brod, da svaki časnik, dočasnik ili mornar mora položiti svojevrstan ispit i dokazati da može samostalno obnašati dužnost na koju je postavljen.
Brod ima tri brodska odreda. Prvi brodski odred zadužen je za održavanje kompletne palube, drugi brine o oružanim sustavima na brodu, a treći je pogonski.

## Poveznice
- Hrvatska ratna mornarica
- RTOP-11 Kralj Petar Krešimir IV.
- Raketna topovnjača